# 纱线
纱线是一种很长的纤维，用于纺织、缝纫、编织、制绳等。纱线可以从多种天然或合成纤维制成，比如棉、丝绸、竹、麻、大豆，羊、骆驼、猫、狗、狐、兔等动物的毛，以及各种人造纤维。羊毛材质的纱线称为毛线。
在纺织工业，“纱线”是指“纱”和“线”的统称：“纱”是将许多短纤维或长丝排列成近似平行状态，并沿轴向旋转加捻，组成具有一定强力和线密度的细长物体；而“线”是由两根或两根以上的单纱捻合而成的股线。

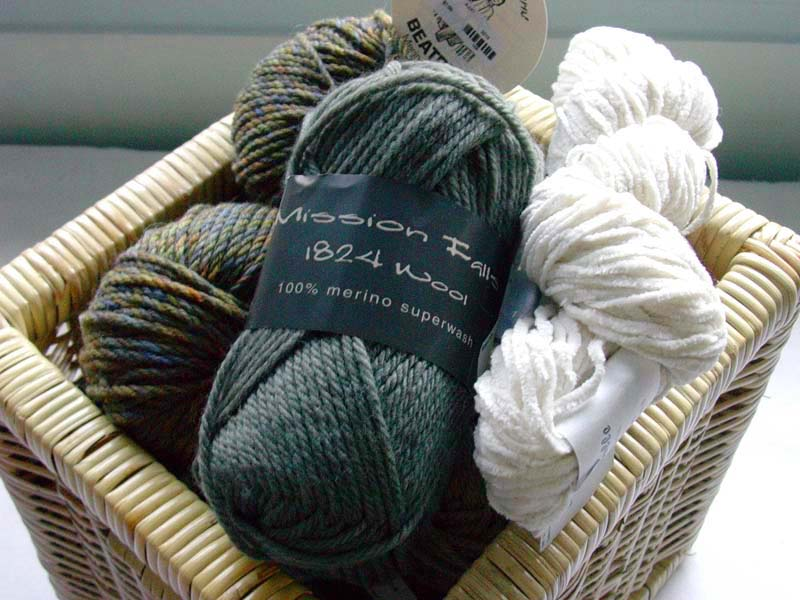
纱线

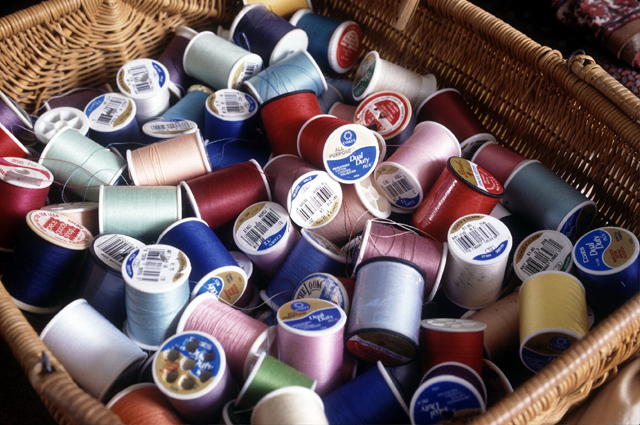
纱线

工业革命时发明的珍妮纺纱机

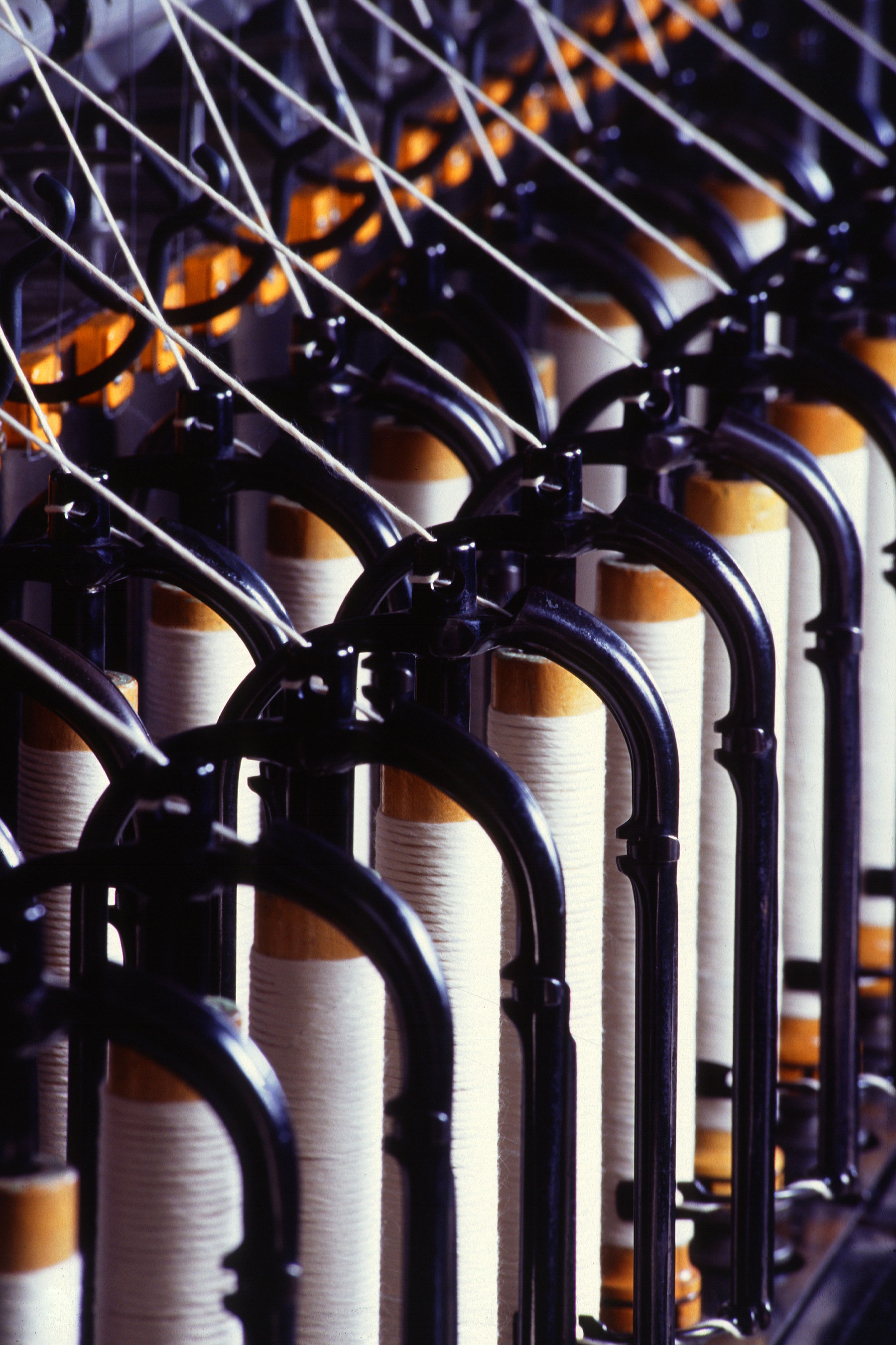
用棉花纺纱

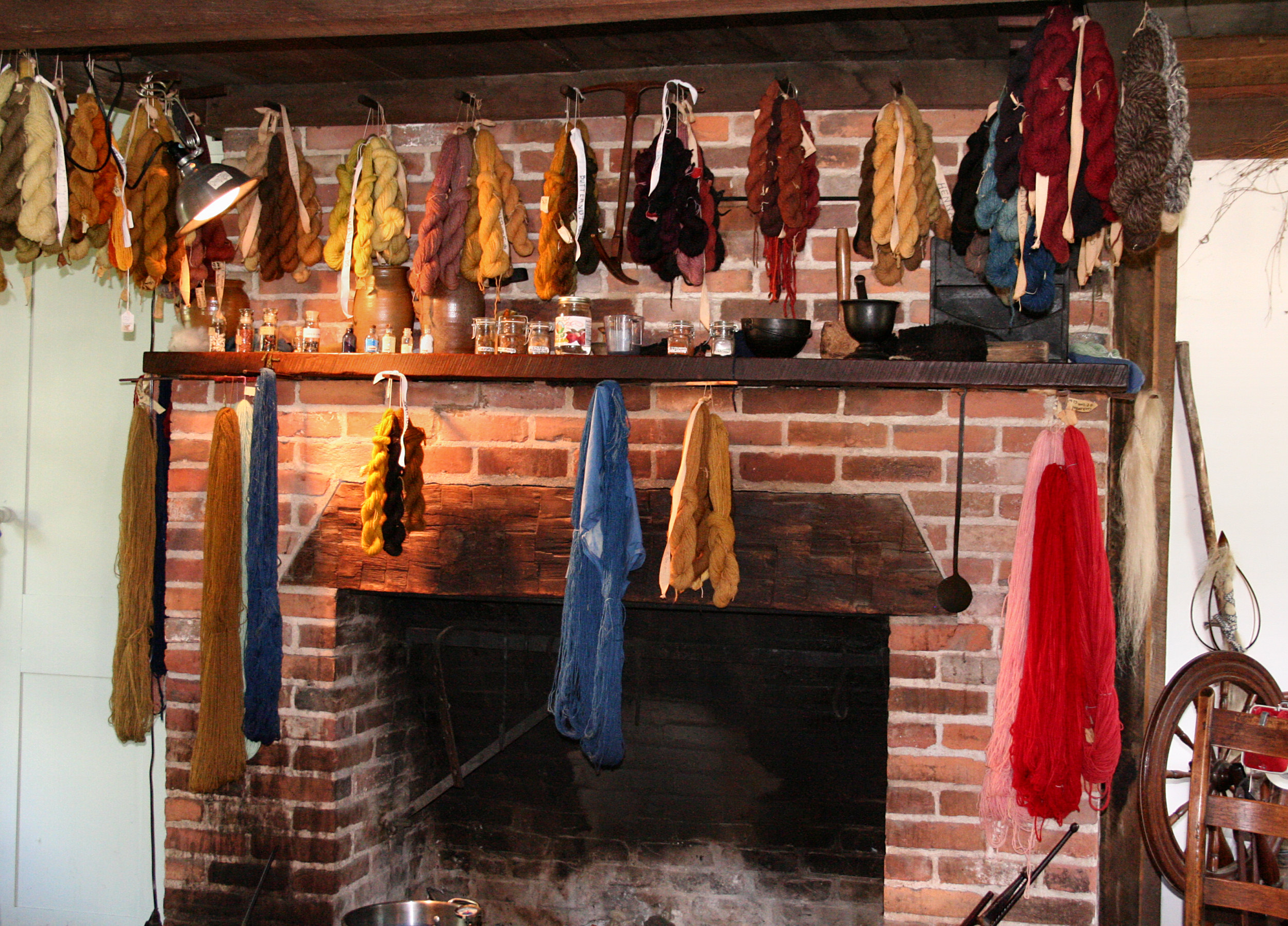
正在晾干刚染了色的纱线

## 细度
由于纤维长丝与纱线形状不规则，且纱线表面有毛羽（伸出的纤维短毛），因此很少用直径表示其细度，多使用下列几个单位表示：
- 旦尼尔（Denier），简称旦（D）：在公定回潮率下，9000米长的纤维的重量的克数。 常用来表示化纤长丝、真丝等。 书写方法: 数字(加单位)X股数 如: 21DX2 。
- 特克斯（TEX）：在公定回潮率下，长度为10000米纱线的重量克数。特克斯是公制单位。由于D×1.111=dtex，旦和分特相近。dtex也较常用。书写方法: 数字(加单位)X股数，如: 21texX2
- 公制支数（N）：在公定回潮率下，每一克重纤维或纱线的长度米数。书写方法：数字/股数。如：32/3
- 英制支数（S）：在公定回潮率下，每一磅（0.4536kg）重的纤维或纱线长度为840码为一英支。书写方法：数字S/股数，如 32S/3

换算公式：
- 特克斯*10= 分特 ----------------（ tex *10= dtex ）
- 旦尼尔×0.111= 特克斯 ---------------- ( D×0.111=tex )
- 旦尼尔×1.111=分特 ---------------- ( D×1.111=dtex )
- 旦尼尔×英支=5315---------------- ( D×S=5315 )
- 旦尼尔×公支=9000 ---------------- ( D×N=9000 )

描述织物的纱线细度时，均是经纱在前、纬纱在后，如果纱线是用股线交织的，则要表示出股线的根数。例如：18.2tex(32英支)双股纱与 27.8tex(21英支)双股纱交织的织物表示如下：
- Tex表示法：（18.2tex×2）×（27.8tex×2）
- 英支表示法：32英支/2×21英支/2

## 分类
机织用纱分经纱和纬纱。经纱具有捻度较大、强力较高、耐磨较好的特
点；纬纱具有捻度较小、强力较低、但柔软的特点。

### 按纱线原料分：
- 纯纺纱
- 混纺纱

### 按纱线粗细分：
- 粗特纱:指 32 特及其以上的纱线。
- 中特纱:指 21~32 特的纱线。
- 细特纱:指 11~20 特的纱线。适于细薄织物。
- 特细特纱:指 10 特及其以下的纱线。

### 按纺纱系统分：
- 精纺纱
- 粗纺纱
- 废纺纱

### 按纺纱方法分：
- 环锭纱
- 自由端纱
- 非自由端纱

### 按纱线结构分：
- 单纱
- 股线
- 单丝
- 变形纱
- 花式纱线

## 生产过程

### 棉紗生產過程

#### 混合
短纤维用大棉仓送至纺纱加工厂。为了织造纱线，纤维必须长度接近、相对均匀，这样纺出来的纱线才能达到稳定的品質。为了完成这一点，不同生产批号、来自不同产地和动物身上的纤维必须先混合在一起。
在开清棉车间，不同棉包或棉箱的棉花被開鬆、除杂、混合。每个棉包或棉箱的棉花部分被喂入开棉机和混棉机。尤其重要的是要分散并“開鬆”棉（纤维）团至单根纤维状态，尽可能地接近这种状态。开棉机和混棉机将从不同棉包及棉箱取来的棉纤维開鬆并混合。采用的工艺随开棉机、混棉机类型的不同而有差异。
在间歇性纺纱系统中，成捆纤维被拆分并喂入皮圈或输送帘後除杂、開鬆。開鬆机器将纤维分离成蓬松的纤维团，这些松散的纤维被喂入棉箱，以一定量放置在传送带并送达至清棉装置，进一步进行混合。清棉机进一步通过罗拉和高压气流系统进行開鬆、除杂并混合。混合后的纤维被吹送至集棉锡林，形成了纤维层。当锡林旋转时，纤维层滚落下来形成棉卷，之后被送至梳棉机機聯。
在此工序,大部分尘土和杂质通过重力和离心力的作用被除去。棉纤维将比人造纤维经历更多開鬆和除杂程序，因为棉纤维与人造纤维相比，杂质更多，不均匀度更大。在生产环锭纱线时，如果采用连续加工系统，则纤维从棉包开始，要自动加工至少到梳棉棉条（生条）阶段。下一步的加工可以与梳棉机联接,这样棉条会自动地进入下一工序。织造环锭纺纱线的不同步骤会在下一段加以描述。
棉包被放置在某种自动喂棉机上，金属抓棉刀片从棉包中抓取棉块，然后将棉块送至开清混棉区；之后棉纤维运送入棉箱传送给梳棉机。从梳棉机出来的棉条可直接进入并条机，实际上也可直接喂入粗纱机。
在自动装置上生产的纱线与用间歇性系统生产的纱线相比，条幹更均匀，强度更高。连续化生产的速度较高，节省人力，工厂也比较清洁。
不管采用怎样的加工系统，纱线的最终质量主要取决于原料的选择和开棉、除杂、混棉的彻底性以及清棉加工。

#### 粗梳
在间歇性系统中，清棉棉卷放置在梳棉机的机尾处，为梳棉机提供原料。如果采用自动化的加工系统，纤维则通过喂棉箱以松散纤维的形式直接喂入梳棉机。梳棉工序继续进行除杂工作，除去不宜纺纱的短纤维。在此工序纤维大部分被理顺，这样纤维沿轴向呈一定程度的平行状态。梳棉工作是由钢丝梳棉机或微粒梳棉机完成的。钢丝梳棉机由两层针布组成，针布由组合盖板（长方形）组成,在盖板上置有细细的梳针。有的盖板则固定在锡林上；有的被固定在一个环状的带子上，带子沿锡林上方回转。两组梳针的运动方向相同，但速度不同，目的是将纤维梳理成薄薄的一层。这样在锡林上就形成了一个薄薄的纤维层。薄薄的纤维层汇聚成一个柔软的棉束并被拉伸成条子，通常被称之为棉条（生条）。棉条从喇叭口输出,被送到条筒内或传送带上。微粒梳棉机与针布梳棉机相似,不同的是其“针布”表面是粗獷的微粒，与粗砂纸相似。
梳棉棉条的直径并不是完全均匀的。其内部纤维是随意排列的。有一些织物是由在并条、粗纱工序之前只进行梳棉的纱线制成的。但是如果织物需要高质量的纱线,特别是一些高级棉织物，就需要精梳纱而不是粗梳纱。当棉与人造纤维混纺时，通常二者混合这前,棉纤维要经过精梳工序。对于需要精梳的纱线，梳棉棉条通过头道并条后，进入精梳工序进行加工。

#### 精梳
为了生产高度均匀、光滑、纤细并具有较高强度的高质量棉纱，纤维既要经过粗梳（梳棉），也要经过精梳。梳棉棉条喂人头道并条机，在头道并条机上几根梳棉棉条并合在一起。头道并条机将梳棉棉条的纤维梳理平行顺直并拉伸成薄层，再重新形成棉条。牵伸抽长拉细棉条是通过控制一系列罗拉的转速变化来实现的。沿棉层的前进方向,每一对罗拉的转速均高于前一对罗拉的转速。这样棉层在高速时被罗拉拉出。在棉层被输出时，被拉伸成一根新的棉条，送至精梳机的条筒。在头道并条机上出来的48根棉条并合在一起制成精梳机所需要的棉条。送入成卷机的棉条被拉伸成薄层并卷绕在筒管上。这些每个重约13．6公斤的筒管放置在精梳机上。纤维层被输送至梳理区，梳理区的细梳针将残留的短纤维及杂质清除，并使精梳条子中的纤维进一步排列顺直。
在梳棉过程中，多达20%的纤维会被除掉。这些被浪费的纤维被销售给无纺布的制造业其他需要使用短纤维的人。留下的纤维形成一个薄薄的纤维网或叫纤维层。纤维层通过一个喇叭口及一个齿轮被拉伸，以便汇聚在一起,输出成为精梳棉条。

#### 末道并条
从梳棉机或精梳机下来的棉条，根据对纱线的最终要求，进一步在并条机上加工。在此工序,不同类型的原料进行混合，以便生产混纺纱线。八根梳棉条并合在一起被牵伸成熟条。如果要生产50/50涤棉混纺纱,应该由四根涤纶条子与四根棉条并合。如果要生产65/35涤棉混纺纱,应该由五根涤纶条子与三根棉条并合。正如头道并条一样,不同速度的罗拉将条子并合、理顺并牵伸成薄层,然后并合成熟条。
末道并条工序经常重复。在进行第二次并条时，第一个并条机生产的八根棉条被送到第二个并条机上进行同样的梳理。生产的熟条与粗梳条或精梳条直径相同或稍细。目前为止尚未给汇聚在一起的条子加过捻,但在将条子导入条筒时有弱捻加入。

#### 粗纱工序
从末道并条出来的熟条直接供给粗纱机。在粗纱机上,棉条被慢慢拉细至约为原来直径的1/8。熟条从罗拉之间喂入，沿条子的前进方向,罗拉的转速逐渐提高。前罗拉转动的速度比后罗拉快10倍。这样就对条子产生了牵伸作用，从而降低其直径，并进一步使纤维平行排列。条子上加上了弱捻以赋予强度，新形成的纱条称为粗纱，被卷绕到筒管上。粗纱以每分钟27米的速度卷装在筒管上。满卷的筒管从机器上落筒并被送到细纱工序。

#### 细纱工序
利用环锭纺纱工艺纺制单根纱线的最后一个工序是细纱。在细纱生产中,粗纱被逐渐拉伸至需要的直径,称为最后一道拉伸，同时需要的捻度被加进。粗纱从细纱机的上方喂入,并通过一对对的罗拉。与粗纱工序相似,前罗拉的转速高于后罗拉的转速。在细纱中，前罗拉的转速比后罗拉的转速快30倍左右。这样速度的差使纱条抽长拉细，变均匀，变光滑。拉伸变细的纱线向下方输送,并受到一个被称为钢丝圈的U型导纱件的控制。钢丝圈围绕卷装或筒管在钢领上回转,“环锭纺纱”的名字就是这样得来的。筒管上钢丝圈的移动和锭子的转动联合给纱线加捻。锭子大约每分钟转动13000转；钢丝圈稍慢一点。每分钟大约有11米纱线被卷绕到筒管上。图1显示了细纱的工序。纱线的尺寸和加捻的数量，以每米纱线的捻回度表示，这可以被控制。细沙加工到这一步就形成了单纱。

## 相关條目
- ISO 2